# Старое Альметьево (Нурлатский район)
Старое Альметьево (тат. Иске Әлмәт) — село в Нурлатском районе Республики Татарстан, административный центр Староальметьевского сельского поселения.

## География
Расположено на реке Мараса в 53 км к северо-западу от города Нурлата, высота центра селения над уровнем моря — 113 м.

## История
Известно с 1561 года как поместье служилого татарина Сюндюкова, жители относились к категории государственных крестьян. Занимались земледелием, разведением скота, бондарным промыслом. В 1815 году была построена мечеть, в 1897 — церковь Александра Невского, в 1898 году — вторая мечеть, в 1883 году открыта земская школа. На начало XX века в селе функционировали также волостное правление, 2 мектеба, фельдшерский пункт, 4 кузницы, пивная, 1 винная и 6 мелочных лавок, проводился базар по средам, земельный надел сельской общины составлял 2277 десятин.
В «Списке населенных мест по сведениям 1859 года», изданном в 1866 году, населённый пункт упомянут как казённая деревня Старая Альметева 2-го стана Чистопольского уезда Казанской губернии. Располагалась при речке Мурасе, на торговой дороге из Чистополя в Самару, в 71 версте от уездного города Чистополя и в 20 верстах от становой квартиры в казённом пригороде Билярске (Буляре). В деревне в 198 дворах жили 1301 человек (643 мужчины и 658 женщин). Была мечеть.
По сведениям переписи 1897 года, в деревне Старое Альметево Чистопольского уезда Казанской губернии жили 1991 человек (974 мужчины и 1017 женщин), из них 850 православных, 1141 мусульманин.
До 1920 село являлось центром Старо-Альметевской волости Чистопольского уезда Казанской губернии. С 1920 в составе Чистопольского кантона Татарской АССР. С 10 августа 1930 года в Билярском, с 10 февраля 1935 года в Тельманском, с 16 июля 1958 — вновь в Билярском, с 1 февраля 1963 в Октябрьском (Нурлатском) районе.

## Демография
| год                | 1782 | 1859 | 1897 | 1908 | 1920 | 1926 | 1938 | 1949 | 1958 | 1970 | 1979 | 1989 | 2002 | 2008 | 2010 |
| ------------------ | ---- | ---- | ---- | ---- | ---- | ---- | ---- | ---- | ---- | ---- | ---- | ---- | ---- | ---- | ---- |
| количество жителей | 116  | 1301 | 2101 | 2203 | 2248 | 1236 | 589  | 485  | 441  | 746  | 477  | 285  | 349  | 298  | 272  |

По переписи 2002 года татары составляли 78 % жителей.

## Экономика
Полеводство, мясо-молочное скотоводство, овцеводство.

## Инфраструктура
Отделение почтовой связи, отделение Сбербанка, врачебная амбулатория, дом культуры.

## Религия
Мечеть.